# Пиатра (Провица де Жос)
Пиатра (рум. Piatra) насеље је у Румунији у округу Прахова у општини Провица де Жос. Oпштина се налази на надморској висини од 502 m.

## Становништво
Према подацима из 2002. године у насељу је живело 171 становника, од којих су сви румунске националности.